# E95

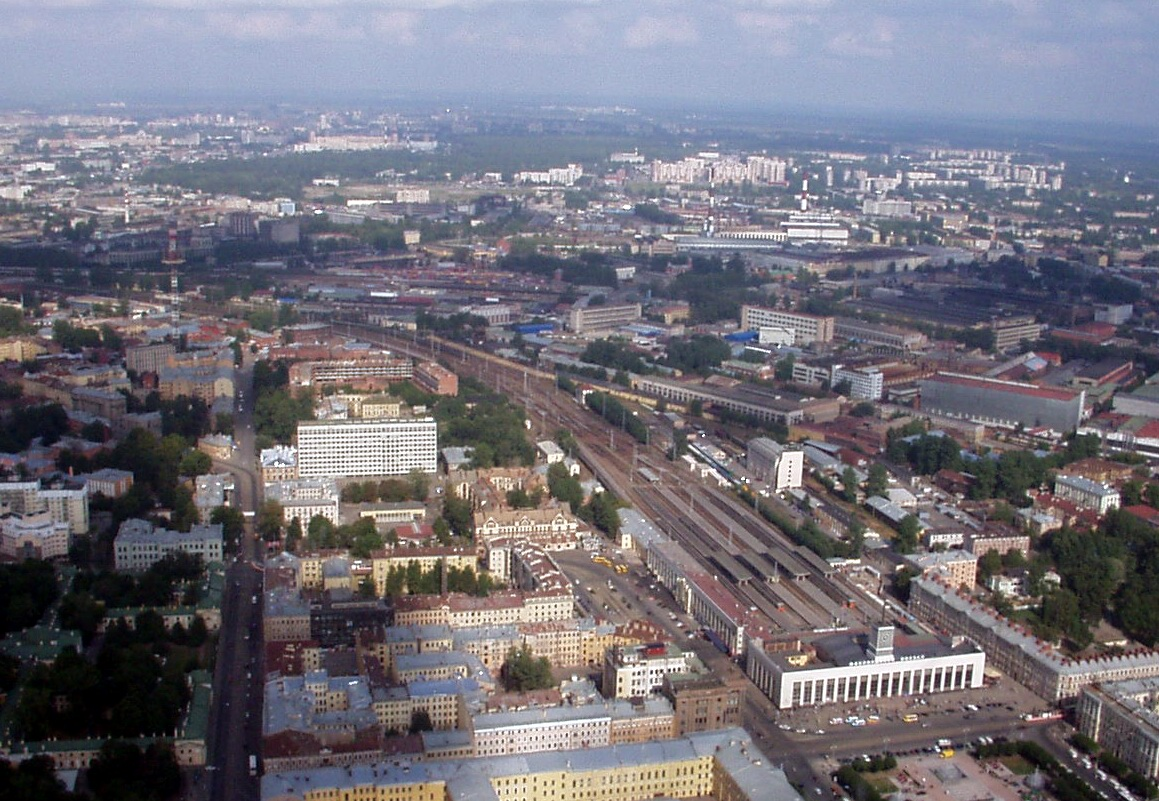
E95 börjar nära Finlandsstationen i Sankt Petersburg.

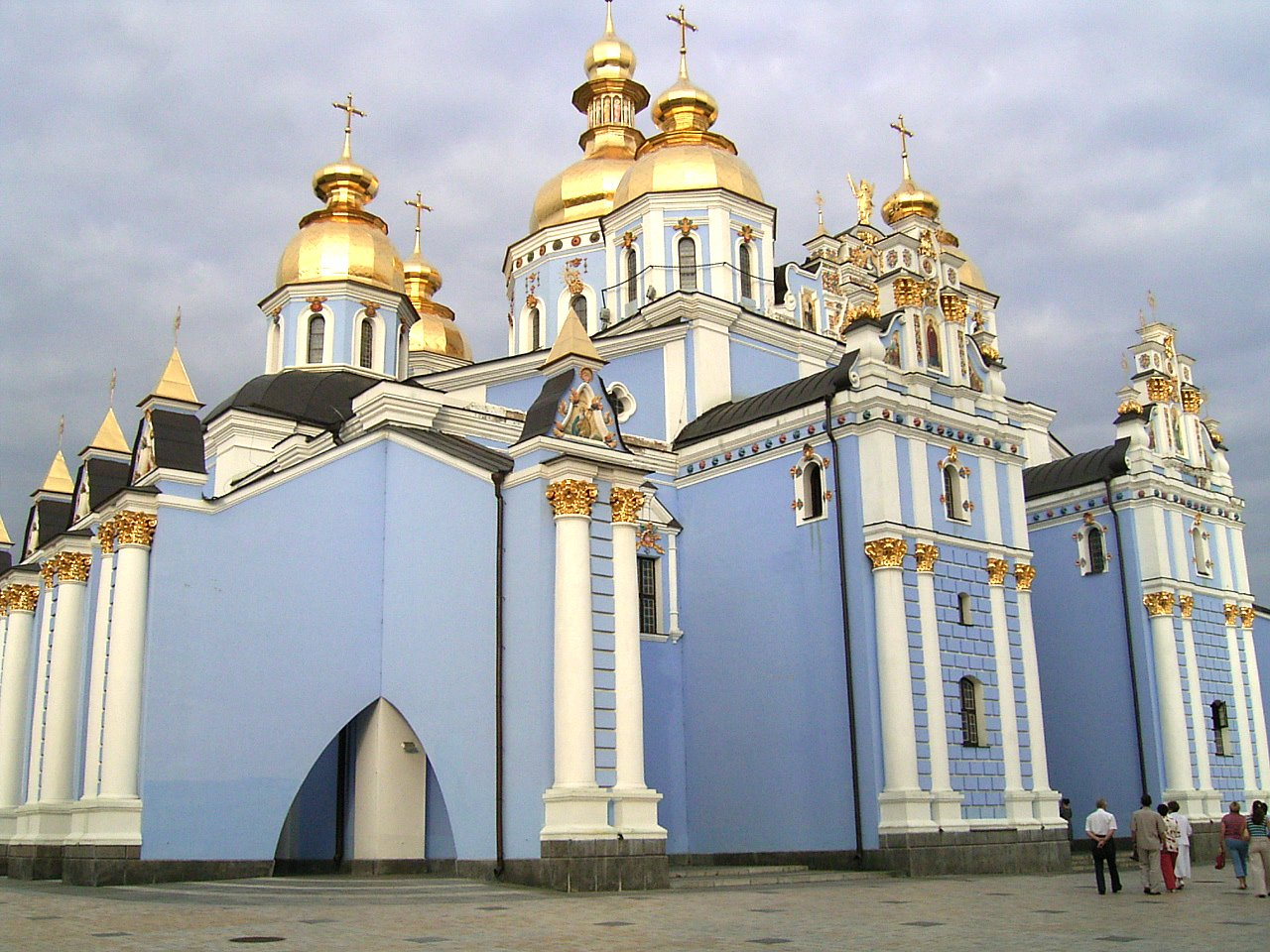
St Mikaelskyrkan i Kiev. E95 går rakt genom Kiev.

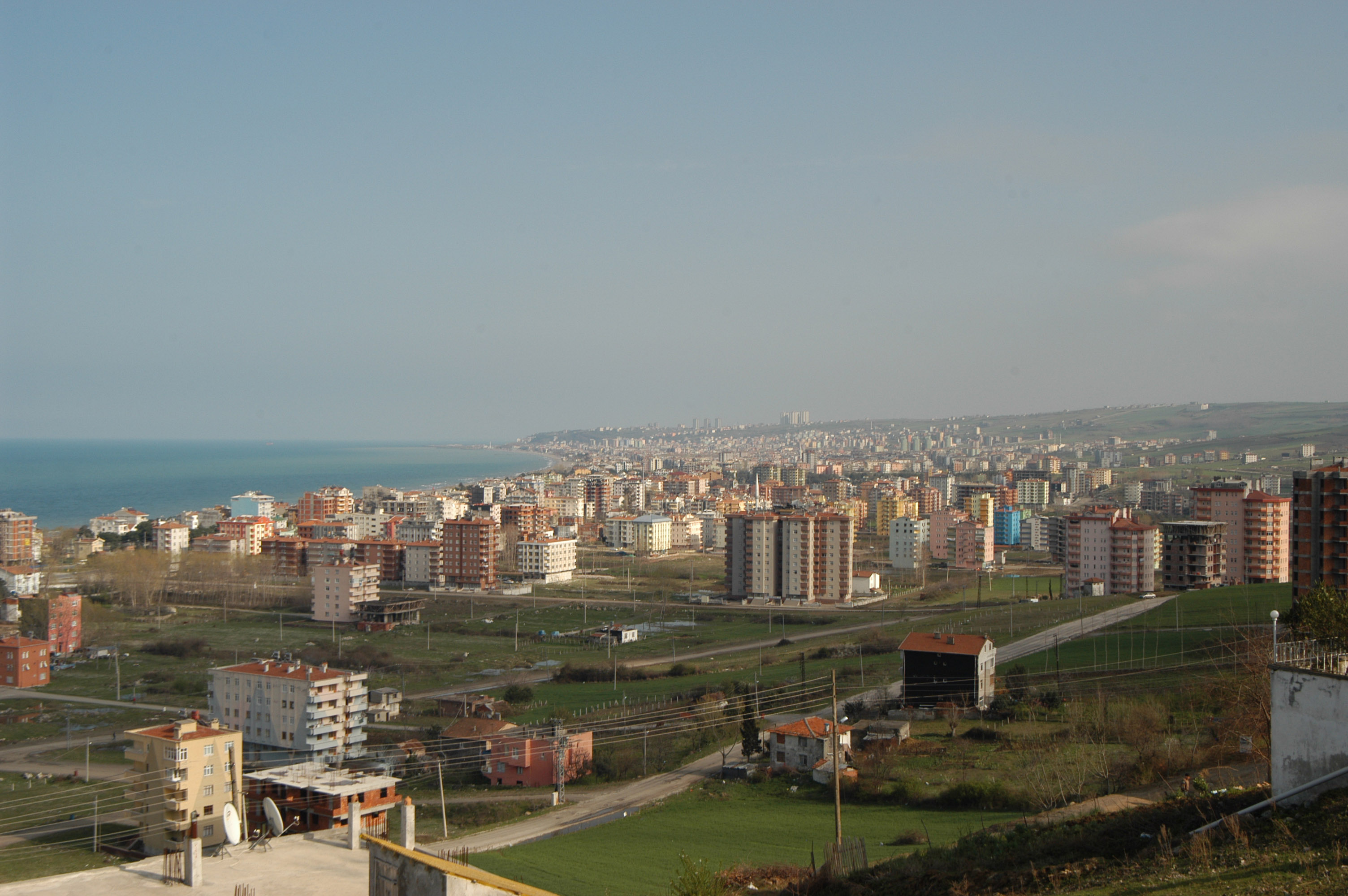
E95 går rakt genom Samsun, Turkiet.

E95 eller Europaväg 95 är en 1 790 kilometer lång europaväg som börjar i Sankt Petersburg i Ryssland, passerar Belarus och Ukraina och slutar i Merzifon i Turkiet. Vägen sträcker sig 540 kilometer i Ryssland, 458 kilometer i Belarus, 683 kilometer i Ukraina och 109 kilometer i Turkiet.

## Sträckning
Sankt Petersburg - Pskov - (gränsen Ryssland-Belarus) - Vitsebsk - Homel - (gränsen Belarus-Ukraina) - Kiev - Odessa - (havsavbrott) - Samsun (i Turkiet) - Merzifon

## Standard
E95 är landsväg hela sträckan, möjligtvis med motorväg eller liknande nära Kiev. Vägen går utanför de flesta större städer. E95 går dock genom Sankt Petersburg, Kiev, och Odessa.

## Anslutningar
| - E20 - E105 - E77 - E22 |  | - E30 - E101 - E40 - E50 |  | - E58 - E70 - E80 |